# هری وودز (هنرپیشه)
هری وودز (انگلیسی: Harry Woods; ‏ ۵ مهٔ ۱۸۸۹ – ۲۸ دسامبر ۱۹۶۸) یک هنرپیشه اهل ایالات متحده آمریکا بود.

## گزیده فیلمشناسی
از فیلم‌ها یا برنامه‌های تلویزیونی که وی در آن نقش داشته‌است می‌توان به آثار زیر اشاره کرد.
- جسی جیمز (فیلم ۱۹۲۷) (1927) - Bob Ford
- وایکینگ (فیلم ۱۹۲۸) (1928) - Egil
- فراری از گروه مجرمان (1932) - Prison Guard
- امپراتریس سرخ‌پوش (1934) - Doctor #۱
- آوای وحش (فیلم ۱۹۳۵) (1935) - Soapy Smith
- آخرین قطار از مادرید (1937) - Government Man
- ولز فارگو (فیلم) (1937) - Timekeeper
- بوکانیر (فیلم ۱۹۳۸) (1938) - American Sergeant
- کله‌پوک‌ها (1938) - Belligerent Neighbor
- اتحادیه اقیانوس آرام (1939) - Al Brett
- مردی با نقاب آهنین (فیلم ۱۹۳۹) (1939) - First Officer
- بو ژست (فیلم ۱۹۳۹) (1939) - Renoir
- خانه هفت شیروانی (فیلم) (1940) - Mr. Wainwright
- سفر دریایی طولانی به خانه (1940) - Amindra First Mate
- باد وحشی را درو کن (1942) - Mace
- شرلوک هولمز و سلاح سری (1942) - Kurt
- در اکلاهمای سابق (1943) - Al Dalton
- علی‌بابا و چهل دزد (فیلم ۱۹۴۴) (1944) - Mongol Guard
- نوادا (فیلم ۱۹۴۴) (1944) - Joe Powell
- کلمنتاین عزیزم (1946) - Luke
- زندگی پنهان والتر میتی (فیلم ۱۹۴۷) (1947) - Wrong Mr. Follinsbee
- ماجراهای دن خوان (1948) - Guard
- سرچشمه (فیلم) (1949) - Quarry Superintendent
- او یک روبان زرد بست (1949) - Karl Rynders
- سامسون و دلیله (فیلم ۱۹۴۹) (1949) - Gammad
- ده فرمان (فیلم ۱۹۵۶) (1956) - Officer